# Rühstädt
Rühstädt – miejscowość i gmina w Niemczech w kraju związkowym Brandenburgia, w powiecie Prignitz, wchodzi w skład urzędu Bad Wilsnack/Weisen.

## Dzielnice
- Abbendorf
- Bälow und
- Gnevsdorf
- Rühstädt - występuje tutaj najbardziej licznie bocian biały w całych Niemczech